# 六畜
六畜是古代中国形容驯化动物所使用的一种術語，指馬、牛、羊、雞、狗、豬這六种禽畜。一般認為中國人在新石器时代结束前就已經將六畜驯化成功，到了今日物種更多，習俗也是有所演變，一般豬、羊、雞是作為肉食所用，而馬、牛、狗是作為勞力役用，可吃與不可吃的物種也有所變化。

## 语源
“六畜”一词，屡见于《左传》、《周礼》等先秦典籍，最早解释六畜内涵的，是《尔雅》“释畜”，该书中的六畜排列为：马、牛、羊、猪、狗、鸡。《三字经》中将六畜排列为“马、牛、羊、鸡、犬、豕”。

## 狗
狗的驯化很早，中国的新石器时代就已经出现了驯养的狗，在磁山文化、裴李岗文化、河姆渡文化的遗址中，都找到了狗的遗骸。

## 猪
六畜之中，猪的地位很重要，有“六畜兴旺猪为首”的说法。在史前农耕文化中，猪是最重要的家畜，其驯养年代大体和狗相同。河北的徐水南庄头遗址出土了1万年前的家猪遗骸。中国史前文化也有猪崇拜，红山文化出土的玉器红山文化玉龙表明，龙的原形是猪首蛇身。